# Bortezomib
Bortezomib (originalno PS-341) je bio prvi terapeutski inihbitor proteazoma koji je testiran na ljudima. FDA je odobrila ovaj lek za tretman relapsirajuće mijelomne bolest i limfoma mantl ćelija.

## Spoljašnje veze
|  | Molimo Vas, obratite pažnju na važno upozorenje u vezi sa temama iz oblasti medicine (zdravlja). |